# اچ‌ام‌اس برکلی (ام۴۰)
اچ‌ام‌اس برکلی (ام۴۰) (به انگلیسی: HMS Berkeley (M40)) یک کشتی است که طول آن 60 m می‌باشد. این کشتی در سال ۱۹۸۶ ساخته شد.